# Rossiinae
Rossiinae zijn een onderfamilie van inktvissen uit de familie van de Sepiolidae. 

## Geslachten
- Austrorossia Berry, 1918
- Neorossia Boletzky, 1971
- Rossia Owen, 1835
- Semirossia Steenstrup, 1887